# Свистун архіпелаговий
Свистун архіпелаговий (Pachycephala vanikorensis) — вид горобцеподібних птахів родини свистунових (Pachycephalidae). Ендемік Соломонових Островів. Був визнаний окремим видом в 2016 році. Два підвиди (P. v. ornate і utupuae) раніше відносили до фіджійського свистуна, а номінативний підвид відносили до вануатського свистуна.

## Підвиди
Виділяють три підвиди:
- P. v. ornata Mayr, 1932 — північні острови Санта-Крус;
- P. v. utupuae Mayr, 1932 — острів Утупуа[en];
- P. v. vanikorensis Oustalet, 1875 — острів Ванікоро.

## Поширення і екологія
Архіпелагові свистуни поширені на островах архіпелагу Санта-Крус.